# Barilita
La barilita es un mineral de la clase de los sorosilicatos. Fue descubierta en 1876 en la provincia de Värmland (Suecia), siendo nombrada así del griego baros (pesado) y litos (piedra), en alusión a su alta densidad. Un sinónimo poco usado es barylita.

## Características químicas
Es un silicato anhidro de bario y berilio sin aniones adicionales, con estructura molecular de sorosilicato con tetraedros de sílice en coordinación cuatro o mayor.
Además de los elementos de su fórmula, suele llevar como impurezas: aluminio, hierro, cinc, plomo, magnesio y calcio.

## Formación y yacimientos
Se ha encontrado en un depósito de cinc estratificado metamorfizado, en vetas estrechas cruzando esquistos y gneiss, así como en vetas de calcita en gneiss de anfibolitas. En general se forma en rocas pegmatitas de tipo alcalino y en el interior de cavidades miarolíticas. 
Suele encontrarse asociado a otros minerales como: hedifana, willemita, microclina, barita, fluorita, eudialita, bastnasita, aeschynita, estroncianita, torogummita, harmotoma o cuarzo.